# ヴァルター・グラマッテ
ヴァルター・グラマッテ（Walter Gramatté, *1897年1月8日 ベルリン – †1929年2月9日 ハンブルク）はドイツ表現主義の画家。
マジック・リアリズムを特徴とする、キリスト教的な救済願望と神秘主義的な自然観による表現の油彩画で知られるが、その他にいくつかの自画像も遺している。その創作は戦争体験と病気の傷痕が刻み込まれていた。最初の妻と別れた後、1920年にヴァイオリニスト・作曲家のソーニャ・フリートマン＝コチェフスカヤと結婚して彼女の絵を多く残す。だが1929年に腸結核により33歳で夭逝した。

## 略歴
ベルリンのパン屋の息子に生まれた。第一次世界大戦で軍役につくが、健康の問題ですぐに軍役を免除された。ベルリンの美術工芸博物館(Kunstgewerbemuseum Berlin)で学んだ。1917年に自らのスタジオを開き多くの芸術家の集まる場所となった。1920年に音楽家のソーニャ・フリートマン＝コチェフスカヤと結婚した。ドイツ表現主義の美術家グループ「ブリュッケ」を結成した、エーリッヒ・ヘッケル(Erich Heckel:1883-1970)、カール・シュミット＝ロットルフ(1884-1976)といった画家たちと親しくなった。小説家のヘルマン・カザック(Hermann Kasack)とも親しかった。
健康は良くなかったが、1921年にはイタリア、1922年にパリ、1924年から1927年の間に何度かスペインを訪れた。ハンブルクの病院やバルト海のヒデンゼー島(Hiddensee)の療養所で療養したが1928年に病状は悪化し、1929年に没した。

## 主要作品一覧
作品は旧国立美術館 (ベルリン)に所蔵されている。
- 病人と花 Der Kranke mit den Blumen （1918年）
- 暴徒（絵画第3番「棍棒のあるカフェの情景」） Der Rebell (Blatt III. Szene Im Cafe Mit Den Knüppeln) （1918年）
- 疲れた花売り娘 Müdes Blumenmädchen I （個人蔵）
- 劇場のローベルト Robert Im Theater （1918年）
- 木立の下の自画像 Selbst unter Bäumen （1921年）
- 目を剥いた自画像 Selbst mit aufgerissenen Augen （1922年）

- カディス
- アルメリア
- 窓
- ソーニャ

## 参考資料
- Walter Gramatté. Gemälde, Aquarelle, Druckgraphiken. Katalog. Galerie Remmert und Barth, Düsseldorf 1992
- Ferdinand Eckhardt: Das graphische Werk von Walter Gramatté. Zürich u. a. 1932
- Ferdinand Eckhardt: Walter Gramatté. Werkverzeichnis in 3 Bänden. (1. Band: Bilder und Aquarelle; 2. Band: Handzeichnungen; 3. Band: Holzschnitte, Lithographien, Radierungen). Winnipeg 1981
- Claus Pese (Hrsg.); Ruth Negendanck (Bearb.): Walter Gramatté. Eine Dokumentation in Bildern und Texten. Stuttgart und Zürich 1990
- Claus Pese: Mehr als nur Kunst. Das Archiv für Bildende Kunst im Germanischen Nationalmuseum. (= Kulturgeschichtliche Spaziergänge im Germanischen Nationalmuseum; Bd. 2). Ostfildern-Ruit 1998, S. 74–77